# Oberon Council
Koordinaten: 33° 46′ S, 149° 51′ O

Oberon ist ein lokales Verwaltungsgebiet (LGA) im australischen Bundesstaat New South Wales. Das Gebiet ist 3.625 km² groß und hat etwa 5.600 Einwohner.
Oberon liegt in der Region Central West etwa 210 km westlich der Metropole Sydney und 240 km nordöstlich der australischen Hauptstadt Canberra. Das Gebiet umfasst 42 Ortsteile und Ortschaften: Arkstone, Ballyroe, Black Springs, Burraga, Chatham Valley, Dog Rocks, Duckmaloi, Edith, Essington, Gilmandyke, Gingkin, Gurnang, Hazelgrove, Isabella, Jaunter, Jenolan, Jeremy, Jerrong, Judds Creek, Kanangra, Mayfield, Mount David, Mount Olive, Mozart, Norway, Oberon, Paling Yards, Shooters Hill, The Meadows, Twenty Forests und Teile von Bald Ridge, Charlton, Ganbenang, Mount Werong, O’Connell, Rockley, Tarana, The Lagoon, Triangle Flat, Wiarborough und Wisemans Creek. Der Verwaltungssitz des Councils befindet sich in der Stadt Oberon in der Nordhälfte der LGA, wo etwa 3.300 Einwohner leben.

## Verwaltung
Der Council von Oberon hat neun Mitglieder, die von den Bewohnern der LGA gewählt werden. Oberon ist nicht in Bezirke untergliedert. Aus dem Kreis der Councillor rekrutiert sich auch der Mayor (Bürgermeister) des Councils.